# Thibau Nys
Pour les articles homonymes, voir Nys.
Thibau Nys, né le 12 novembre 2002 à Bonheiden, est un coureur cycliste belge, spécialiste du cyclo-cross et aussi coureur cycliste sur route. Il est membre de l'équipe Baloise Trek Lions pour le cyclo-cross et de l'équipe Lidl-Trek pour la route.

## Biographie
Issue d'une famille de cyclistes, fils du double champion du monde cycle-cross Sven Nys, Thibau Nys participe dès cinq ans à sa première compétition de BMX, à Massenhoven. De plus, il suit son père lors de nombreux cyclo-cross et roule sur les parcours pendant les reconnaissances.

### Cyclo-cross: premières années
Fin 2016, il remporte son premier cyclo-cross dans la catégorie des moins de 17 ans (novices en Belgique, cadets en France) à Hoboken. En première année dans cette catégorie, il réussit à battre beaucoup de coureurs plus âgés. En 2017 et 2018, il est champion de Belgique de cyclo-cross chez les novices et en 2018, il devient également champion de Belgique de cross-country VTT chez les novices. 
Lors de sa première saison chez les juniors (moins de 19 ans), il remporte 10 victoires, dont notamment sa première victoire en Coupe du monde à Pontchâteau en janvier. La même saison, il décroche la médaille de bronze au championnat d'Europe à Rosmalen et au championnat de Belgique à Kruibeke. Au championnat du monde de Bogense, il termine quatrième, derrière le Britannique Ben Tulett et les Belges Witse Meeussen et Ryan Cortjens.

### Cyclo-cross 2019-2020
La saison suivante, il domine sa catégorie et remporte presque toutes les courses où il est au départ. Sacré champion d'Europe de cyclo-cross juniors, il remporte le général et six des sept manches de la Coupe du monde de cyclo-cross juniors. Il est également sacré champion de Belgique de cyclo-cross juniors à Anvers, 25 ans après le titre national de son père dans la catégorie. Le 2 février il devient champion du monde de cyclo-cross juniors à Dübendorf, en Suisse.

### Cyclo-cross 2020-2021
Lors de la saison de cyclo-cross 2020-2021, il court en catégorie moins de 23 ans (espoirs) et rejoint l'équipe Baloise Trek Lions. Pour sa première saison dans la catégorie, il n'obtient aucun résultat notable et n'est pas sélectionné aux mondiaux, ce qui provoque la colère de son père auprès du sélectionneur belge Sven Vanthourenhout.

### Route 2021

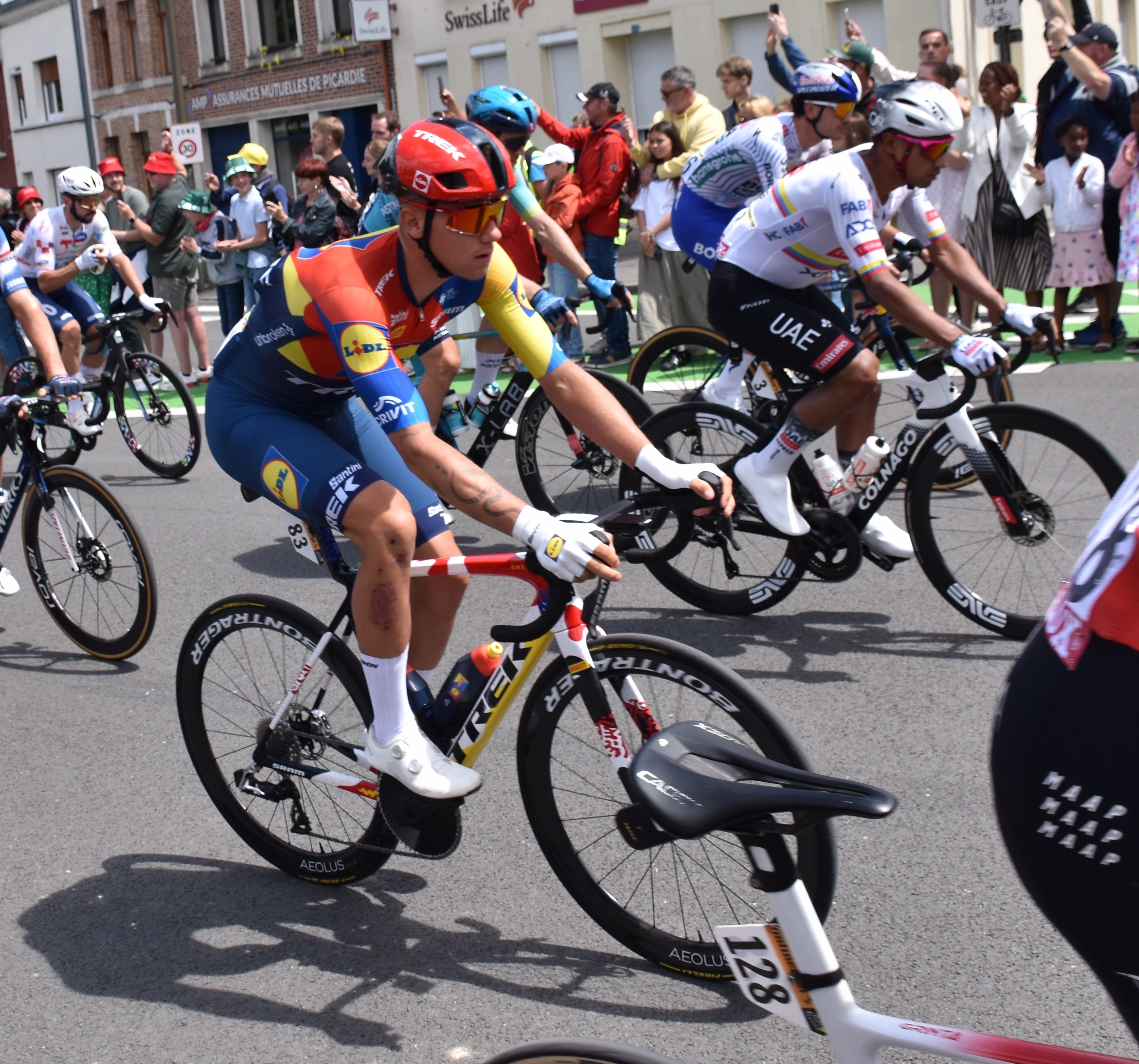
Thibau Nys #83- Tour de France 2025

Durant l'été 2021, il obtient plusieurs victoires sur route et se classe deuxième du championnat de Belgique sur route espoirs avant de devenir champion d'Europe sur route espoirs à Trente (Italie) en septembre.

### Cyclo-cross 2021-2022
L'hiver suivant, ses résultats en cyclo-cross dans la catégorie espoirs s'améliorent : en plus de ses trois succès sur les X²O Badkamers Trofee, il remporte les médailles de bronze des championnats d'Europe puis des championnats du monde dans cette catégorie. 

### Route 2022
Il se fait également remarquer sur route en remportant la Flèche du Sud, ce qui l'amène à rejoindre l'équipe Trek-Segafredo à partir du 1er août 2022. 

### Cyclo-cross 2022-2023
Le 15 janvier 2023, il prend part à ses premiers championnats de Belgique de cyclo-cross en catégorie élites à Lokeren et monte sur la troisième marche du podium derrière Michael Vanthourenhout et Laurens Sweeck. Le 4 février, il remporte à Hoogerheide aux Pays-Bas les championnats du monde de cyclo-cross espoirs avec 4 secondes d'avance sur le Néerlandais Tibor Del Grosso et le Belge Witse Meeussen. Il remporte aussi la coupe du monde de cyclo-cross 2022-2023 en catégorie espoirs, ayant gagné les quatre courses auxquelles il a participé.

### Route 2023

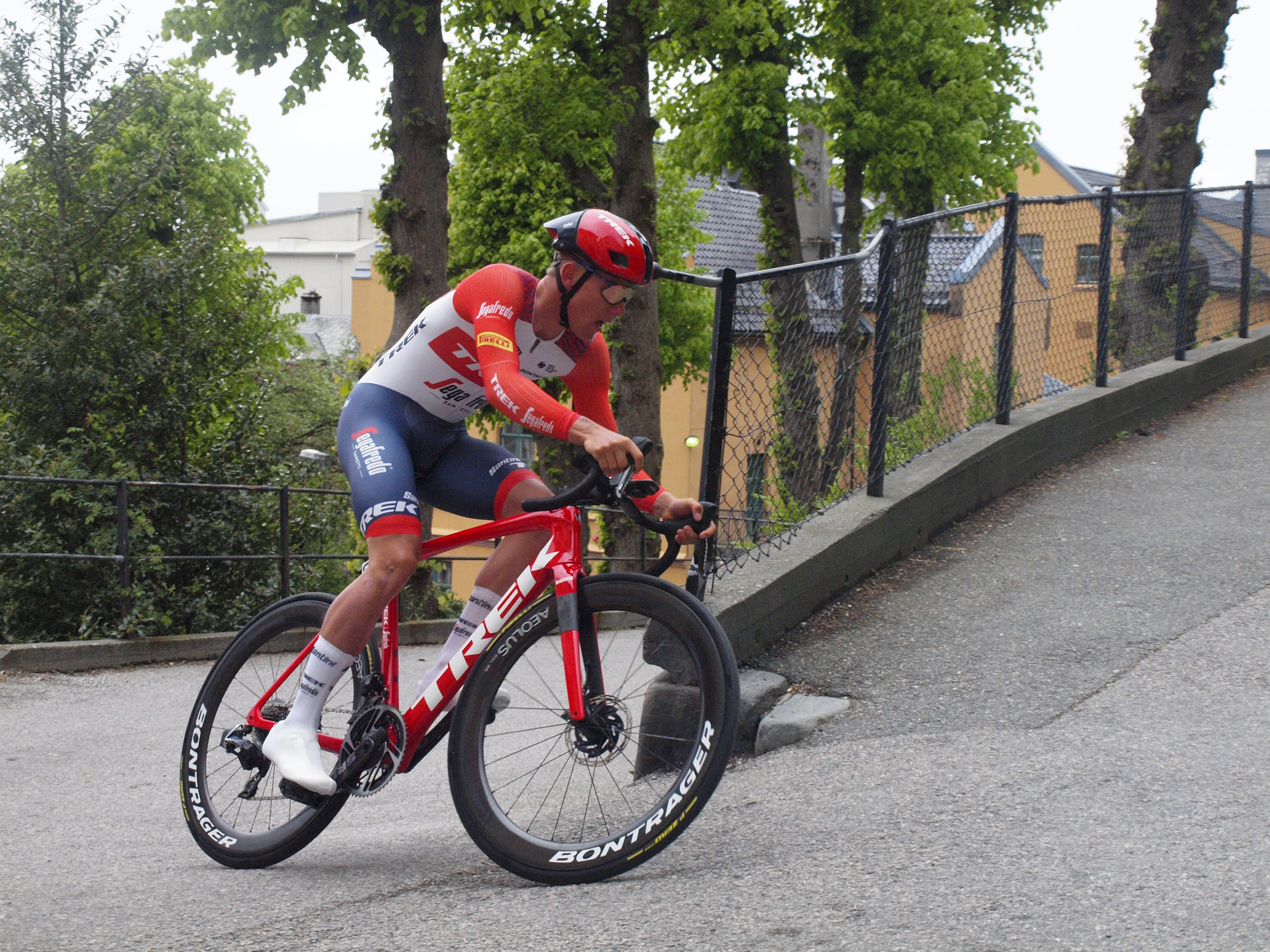
Thibau Nys au Tour de Norvège 2023

Sur la route, il gagne la 2e étape du Tour de Norvège 2023 à Stavanger, termine à la 3e place du classement général et remporte le maillot bleu du classement par points. Le 9 juin, il remporte au sprint le Grand Prix du canton d'Argovie devant Marc Hirschi et Pello Bilbao. Le 17 juin, il termine 2e de la 4e étape du Tour de Belgique au sommet du Mur de Durbuy derrière Mathieu van der Poel et 3e le lendemain du sprint de Bruxelles derrière Fabio Jakobsen et Jasper Philipsen. 
Pointé parmi les principaux favoris de la course en ligne des Championnats du monde de cyclisme sur route 2023 en catégorie espoirs organisée le 12 août à Glasgow, il n'obtient que la 27e place, tributaire des aléas de la course et de quelques erreurs tactiques de l'équipe belge malgré de "bonnes jambes", suivant ses déclarations.
En novembre, Lidl-Trek annonce la prolongation de contrat de Nys jusqu'en 2026, ce qui vaut également pour la formation de cyclo-cross Baloise Trek Lions.

### Cyclo-cross 2023-2024
Le 15 octobre 2023, il remporte la première manche de coupe du monde de cyclo-cross élite à Waterloo. Il remporte deux autres courses à Beringen et Audenarde.

### Route 2024

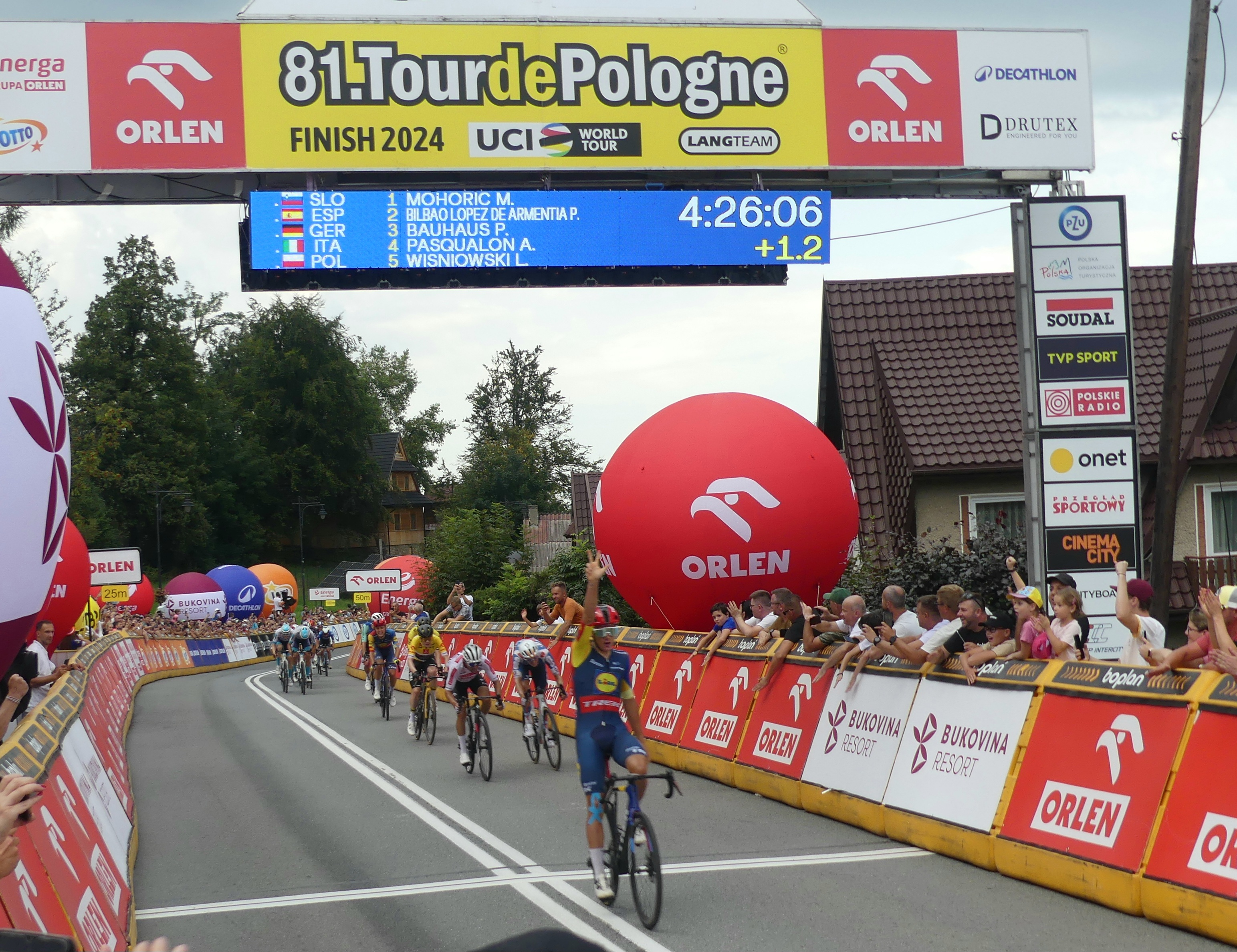
Thibau Nys remporte la 6e étape du Tour de Pologne 2024 à Bukowina

Le 25 avril 2024, il fait partie d'une échappée de six coureurs, résiste au retour du peloton et gagne la 2e étape du Tour de Romandie au sommet des Marécottes, sa première victoire sur une course de l'UCI World Tour. Grâce à cette victoire, il s'empare du maillot jaune de leader du classement général qu'il doit toutefois céder le lendemain à Juan Ayuso à la suite des résultats du contre-la-montre. En mai, au Tour de Hongrie, il remporte la 3e étape à Gyöngyös et prend la tête du classement général. Le lendemain, il récidive en remportant au sprint la 4e étape à Etyek. Il remporte le classement général et le classement par points de ce Tour de Hongrie. Le 23 mai, il gagne la première étape du Tour de Norvège à Voss et endosse le maillot orange de leader du classement général qu'il doit céder dès le lendemain. Le 11 juin, il remporte la 3e étape du Tour de Suisse à Rüschlikon au terme d'un sprint pour puncheur, devançant Stephen Williams et Alberto Bettiol. En août, il prend part au Tour de Pologne, course de l'UCI World Tour 2024, et y remporte trois étapes : la 1re étape à Karpacz après avoir attaqué aux 200 mètres, la 3e étape au sprint à Duszniki-Zdrój et la 6e étape, légèrement détaché, à Bukowina. Son bilan 2024 sur route est de neuf victoires dont cinq étapes de courses de l'UCI World Tour.

### Cyclo-cross 2024-2025
Le 27 octobre 2024, Nys remporte sa première victoire de la saison en gagnant le Druivencross d'Overijse, deuxième manche du Superprestige 2024-2025. Le 3 novembre, il devient champion d'Europe de cyclo-cross à Pontevedra en Galice (Espagne) devant l'Espagnol Felipe Orts et le Belge Eli Iserbyt, au terme des neuf tours d’un circuit rapide et peu technique. Le 12 janvier 2025, il devient champion de Belgique sur le circuit boueux de Heusden-Zolder. Après une course indécise, il se détache au sixième des sept tours et s'impose devant Laurens Sweeck.

### Route 2025
Thibau Nys entame sa saison sur route le 5 avril 2025 par une victoire au Grand Prix Miguel Indurain à Estella-Lizarra en Navarre. Lors de la Flèche wallonne, il est présenté comme l'un des favoris avec Tadej Pogačar et Remco Evenepoel. Dans la montée finale du Mur de Huy, il ne peut toutefois rivaliser avec le champion du monde slovène et doit se contenter d'une huitième place, terminant premier Belge, une place devant Evenepoel. Quatre jours plus tard, il participe à Liège-Bastogne-Liège, son premier Monument, et se classe à la cinquième place.

## Vie privée
Thibau Nys est le fils de l'ancien double champion du monde de cyclo-cross Sven Nys. À partir de 2017, il est à l'affiche de la série documentaire « DNA Nys », une série sur Één dans laquelle il est suivi depuis le début de sa carrière cycliste.

## Palmarès en cyclo-cross

### Par années
| - 2016-2017 - Champion de Belgique de cyclo-cross novices - 2017-2018 - Champion de Belgique de cyclo-cross novices - 2018-2019 - Coupe du monde de cyclo-cross juniors #6, Pontchâteau - Superprestige juniors #1, Hoogstraten - Trophée des AP Assurances juniors #3, Hamme-Zogge - Trophée des AP Assurances juniors #6, Baal - Trophée des AP Assurances juniors #8, Lille - 3e de la Coupe du monde de cyclo-cross juniors - Médaillé de bronze du championnat d'Europe de cyclo-cross juniors - 3e du championnat de Belgique de cyclo-cross juniors - 4e du championnat du monde de cyclo-cross juniors - 4e du Superprestige juniors - 2019-2020 - Champion du monde de cyclo-cross juniors - Champion d'Europe de cyclo-cross juniors - Champion de Belgique de cyclo-cross juniors - Classement général de la Coupe du monde de cyclo-cross juniors - Coupe du monde de cyclo-cross juniors #1, Berne - Coupe du monde de cyclo-cross juniors #2, Tábor - Coupe du monde de cyclo-cross juniors #3, Coxyde - Coupe du monde de cyclo-cross juniors #4, Namur - Coupe du monde de cyclo-cross juniors #5, Heusden-Zolder - Coupe du monde de cyclo-cross juniors #6, Nommay - Classement général du Superprestige juniors - Superprestige juniors #1, Gieten - Superprestige juniors #3, Gavere - Superprestige juniors #5, Zonhoven - Superprestige juniors #6, Diegem - Superprestige juniors #8, Middelkerke - Trophée des AP Assurances juniors #3, Courtrai - Trophée des AP Assurances juniors #6, Baal - Trophée des AP Assurances juniors #8, Lille | - 2021-2022 - X²O Badkamers Trofee espoirs #3, Loenhout - X²O Badkamers Trofee espoirs #4, Baal - X²O Badkamers Trofee espoirs #5, Herentals - 2e du X²O Badkamers Trofee espoirs - Médaillé de bronze du championnat d'Europe de cyclo-cross espoirs - Médaillé de bronze du championnat du monde de cyclo-cross espoirs - 2022-2023 - Champion du monde de cyclo-cross espoirs - Classement général de la Coupe du monde de cyclo-cross espoirs - Coupe du monde de cyclo-cross espoirs #1, Tábor - Coupe du monde de cyclo-cross espoirs #2, Maasmechelen - Coupe du monde de cyclo-cross espoirs #3, Zonhoven - Coupe du monde de cyclo-cross espoirs #4, Benidorm - Médaillé d'argent du championnat d'Europe de cyclo-cross espoirs - 3e du championnat de Belgique de cyclo-cross - 2023-2024 - Coupe du monde de cyclo-cross #1, Waterloo - Exact Cross - be-Mine Cross, Beringen - X²O Badkamers Trofee #1, Audenarde - 9e du championnat du monde de cyclo-cross - 10e de la Coupe du monde - 2024-2025 - Champion d'Europe de cyclo-cross - Champion de Belgique de cyclo-cross - Coupe du monde de cyclo-cross #10, Benidorm - Superprestige #2, Overijse - X²O Badkamers Trofee #2, Lokeren - Médaillé de bronze du championnat du monde de cyclo-cross - 10e de la Coupe du monde de cyclo-cross |  |

### Classements
| Épreuve / Édition       | 2018/2019 (juniors) | 2019/2020 (juniors) | 2020/2021 (espoirs) | 2021/2022 (espoirs) | 2022/2023 (espoirs) |
| Championnat du monde    | 4e                  | 1er                 |                     | 3e                  | 1er                 |
| Coupe du monde          | 3e (1 manche)       | 1er (6 manches)     |                     |                     | 1er                 |
| Championnat d'Europe    | 3e                  | 1er                 |                     | 3e                  | 2e                  |
| Superprestige           | 4e (1 manche)       | 1er (5 manches)     |                     |                     |                     |
| Trofee veldrijden       | – (3 manches)       | – (3 manches)       |                     | 2e                  |                     |
| Championnat de Belgique | 3e                  | 1er                 |                     |                     | 3e (élites)         |

| Épreuve / Édition       | 2023/2024      | 2024/2025      |
| Championnat du monde    | 9e             | 3e             |
| Coupe du monde          | 10e (1 manche) | 10e (1 manche) |
| Championnat d'Europe    | Abd.           | 1er            |
| Superprestige           | 16e            | 8e             |
| Trofee veldrijden       | 18e (1 manche) | 12e            |
| Championnat de Belgique | 6e             | 1er            |

## Palmarès sur route

### Par années
| - 2021 - Champion d'Europe sur route espoirs - 1re et 2e étapes du Tour du Brabant flamand - 1re et 5e étapes du Tour de la province de Namur - 2e du championnat de Belgique sur route espoirs - 2e du Tour de la province de Namur - 3e de la Kemmel Koerse - 6e du championnat du monde sur route espoirs - 2022 - Flèche du Sud : - Classement général - 3e étape - 3e de l'Antwerp Port Epic - 2023 - 2e étape du Tour de Norvège - Grand Prix du canton d'Argovie - 3e du Tour de Norvège | - 2024 - 2e étape du Tour de Romandie - Tour de Hongrie - Classement général - 3e et 4e étapes - 1re étape du Tour de Norvège - 3e étape du Tour de Suisse - 1re, 3e et 6e étapes du Tour de Pologne - 5e de la Bretagne Classic - 2025 - Grand Prix Miguel Indurain - 2e du Grand Prix du canton d'Argovie - 5e de Liège-Bastogne-Liège - 8e de la Flèche wallonne |  |

### Résultats sur les grands tours

#### Tour de France
1 participation
- 2025 : 116e

### Classements mondiaux
| Année                                 | 2021 | 2022 | 2023 | 2024 |
| ------------------------------------- | ---- | ---- | ---- | ---- |
| Classement mondial                    | 266e | 500e | 245e | 112e |
| UCI Europe Tour                       | 226e | 397e | nc   | 91e  |
|                                       |      |      |      |      |
| Légende : nc = non classéSource : UCI |      |      |      |      |

## Distinctions
- Deuxième du trophée de l'espoir belge de l'année en 2019 et 2020
- Vélo de cristal du meilleur espoir en 2020 et 2021
- Sportif espoir belge de l'année en 2021
- Meilleur espoir belge au Trophée Flandrien en 2021